# Корралес, Рауль
Рау́ль Корра́лес (исп. Raúl Corrales Fornos, 1925—2006) — кубинский фотограф, известный своими работами времён кубинской революции.
Родился в бедной сельской семье и ещё в юности переехал в Гавану, где сменил множество профессий: подрабатывал разносчиком газет, чистильщиком обуви и дворником. Фотография была его хобби, но со временем он стал относиться к ней более серьёзно. В 1950-х годах Корралес вступил в народно-социалистическую партию и работал фотографом в партийной газете. Он специализировался на фотографиях бедных крестьян и рабочих, для снимков которых ездил по удалённым от столицы регионам Кубы. В конце 50-х, во время режима Батисты, большинство его работ было уничтожено в ходе полицейских проверок. После кубинской революции Корралес вступил в ряды коммунистов и на протяжении многих лет был одним из официальных фотографов Фиделя Кастро.